# Мавла
Мавла́, мавля́, маула, мауля́ (араб. مولى‎, мн. ч. موالي — мавали) — в доисламской Аравии преимущественно раб или военнопленный, получивший свободу и пользовавшийся покровительством, как правило, своего бывшего господина (патрона), а также лицо свободного состояния, пользовавшееся покровительством какого-либо арабского племени (клиента). Термин также применяется в обращении как синоним сеида, в титулатуре монархов (например, в Марокко — мауля, мулай), почтенных лиц духовного звания (отсюда мулла). Имя аль-Мавла может означать одно из имён Аллаха и переводится как «Господин», «Владыка, помогающий и охраняющий».
В раннем Халифате мавла — раб или военнопленный неарабского происхождения, который был отпущен на волю и пользовавшийся покровительством своего бывшего господина. Этот термин также применялся по отношению к свободному человеку из завоеванных арабами народов, который принял ислам и вступил под покровительство какого-либо арабского племени.
В исторической литературе мусульман термин означал как покровителя, патрона, так и покровительствуемого, клиента. В юридической литературе первый обозначался «мавля аль-аля» (высший мавла), второй — «мавля аль-асфаль» (низший мавля).